# Forty Group
El Forty Group, Anake wa 40 o Kiama kia 40 (grupo 40) fue una agrupación keniana relevante en la revuelta Mau Mau.
El Forty Group fue fundado por Mwangi Macharia y otros exsoldados kikuyu, y se asoció con la Kenya African Union (KAU) muchos de sus miembros habían participado en la Segunda Guerra Mundial.